# Montrond, Jura
Montrond là một xã trong vùng hành chính Franche-Comté, thuộc tỉnh Jura, quận Lons-le-Saunier (quận), tổng Champagnole. Tọa độ địa lý của xã là 46° 47' vĩ độ bắc, 05° 49' kinh độ đông. Montrond nằm trên độ cao trung bình là 600 mét trên mực nước biển, có điểm thấp nhất là 513 mét và điểm cao nhất là 679 mét. Xã có diện tích 25,32 km², dân số vào thời điểm 2004 là 421 người; mật độ dân số là 17 người/km².

## Thông tin nhân khẩu
| 1962 | 1968 | 1975 | 1982 | 1990 | 1999 |
| ---- | ---- | ---- | ---- | ---- | ---- |
| 350  | 356  | 357  | 383  | 400  | 408  |

## Địa điểm tham quan
Nhà thờ của Montrond được xây trong thế kỉ thứ 19. Trên đỉnh Mont Rond là di tích của một lâu đài từ thế kỉ thứ 13.